# Tunelovací metody
Tunelovací metody je souhrnné označení pro technologie výstavby tunelů či podzemních staveb. Patří mezi ně:
- Nová rakouská tunelovací metoda
- Ražba
- TBM
- Štítování
- Prstencová metoda
- Trhací práce

Existují též typy ražených stanic metra, např. stanice metra pražského typu, petrohradského typu, budapeštského typu.